# فیتینگ لاله‌ای

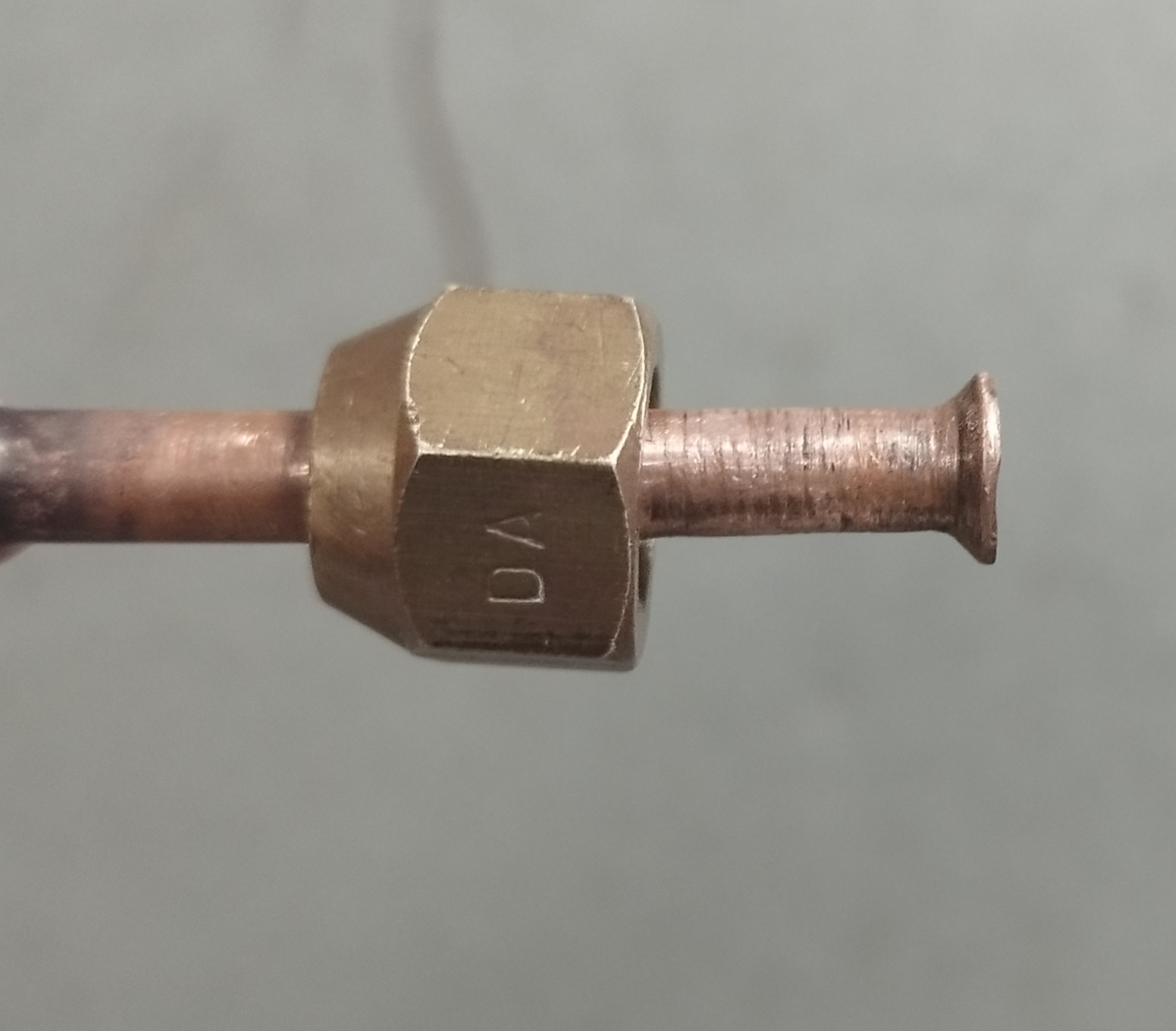
یک لوله مسی با انتهای لاله‌ای به همراه مهره

فیتینگ لاله‌ای (به انگلیسی: Flare fitting) نوعی فیتینگ فشاری است که معمولاً در لوله‌های فلزی نرم مانند مس و آلومینیوم استفاده می‌شود. در اتصالات لاله‌ای، خود لوله «لاله» می‌شود، به عبارتی انتهای لوله گشاد شده و به حالت قیفی شکل درمی‌آید. سپس لاله روی اتصالاتی که به آن متصل می‌شود فشار داده می‌شود و توسط یک مهره بست، محکم می‌شود تا از یک اتصال بدون نشتی اطمینان حاصل شود. لاله‌کردن لوله نوعی عملیات آهنگری است و معمولاً یک روش کار سرد محسوب می‌شود. در طول مونتاژ، از یک مهره لاله برای محکم کردن انتهای مخروطی لوله گشاد شده به اتصالات مخروطی نیز استفاده می‌شود و یک آب‌بند مقاوم در برابر فشار و نشتی ایجاد می‌کند. اتصالات لاله‌ای درجه بالایی از قابلیت اطمینان طولانی مدت را ارائه می‌دهند و به همین دلیل اغلب در مکان‌های بحرانی و غیرقابل دسترس استفاده می‌شوند.